# Stegonotus muelleri
Stegonotus muelleri — вид змій родини полозових (Colubridae). Ендемік Філіппін. Вид названий на честь німецького натураліста Йоганна Петера Мюллера.

## Поширення і екологія
Stegonotus muelleri мешкають на островах Самар, Лейте, Дінагат і Мінданао в центрі і на півдні Філіппінського архіпелагу. Вони живуть у первинних і вторинних вологих тропічних лісах, в заболочених лісах, трапляються поблизу карстових печер. Відкладають яйця.